# B. J. Armstrong
Benjamin Roy Armstrong Jr. (* 9. September 1967 in Detroit, Michigan) ist ein ehemaliger US-amerikanischer Basketballspieler.

## Leben
B.J. Armstrong wurde in Detroit geboren und besuchte High School in Bloomfield Hills. Er spielte auf der Position des Point Guards und war ein fester Bestandteil der erfolgreichen Chicago Bulls in den 1990er Jahren. Mit den Bulls gewann er 1991 bis 1993 drei Mal in Folge die NBA-Meisterschaft. 1994 wurde er für das NBA All-Star Game nominiert. Nach der Saison 1999/2000 zog er sich vom aktiven Basketball zurück. Danach wurde er Agent des ehemaligen Bulls-Star Derrick Rose und gilt nach wie vor als Basketballexperte.